# Dale (Dakota del Sur)
Dale es un territorio no organizado ubicado en el condado de Jerauld en el estado estadounidense de Dakota del Sur. En el Censo de 2010 tenía una población de 31 habitantes y una densidad poblacional de 0,34 personas por km².

## Geografía
Dale se encuentra ubicado en las coordenadas 44°9′11″N 98°30′39″O / 44.15306, -98.51083. Según la Oficina del Censo de los Estados Unidos, Dale tiene una superficie total de 90.54 km², de la cual 89.65 km² corresponden a tierra firme y (0.98%) 0.89 km² es agua.

## Demografía
Según el censo de 2010, había 31 personas residiendo en Dale. La densidad de población era de 0,34 hab./km². De los 31 habitantes, Dale estaba compuesto por el 93.55% blancos, el 0% eran afroamericanos, el 0% eran amerindios, el 0% eran asiáticos, el 0% eran isleños del Pacífico, el 0% eran de otras razas y el 6.45% pertenecían a dos o más razas. Del total de la población el 3.23% eran hispanos o latinos de cualquier raza.